# Епархия Рио-Гальегоса
Епархия Рио-Гальегоса (лат. Dioecesis Rivogallaecensis) — епархия Римско-Католической церкви с центром в городе Рио-Гальегос, Аргентина. Епархия Рио-Гальегоса входит в митрополию Баия-Бланки. Кафедральным собором епархии Рио-Гальегоса является церковь Пресвятой Девы Марии Луханской.

## История
10 апреля 1961 года Папа Римский Иоанн XXIII выпустил буллу «Ecclesiarum omnium», которой учредил епархию Рио-Гальегоса, выделив её из епархии Комодоро-Ривадавии.

## Ординарии епархии
- епископ Mauricio Eugenio Magliano, S.D.B.[1] (12.06.1961 — 31.05.1974);
- епископ Miguel Angel Alemán Eslava, S.D.B. (5.04.1975 — 11.03.1992);
- епископ Alejandro Antonio Buccolini, S.D.B. (11.07.1992 — 25.10.2005);
- епископ Juan Carlos Romanin, S.D.B. (25.10.2005 — 18.04.2012);
- епископ Miguel Ángel D'Annibale (21.02.2013 — 15.06.2018 — назначен епископом Сан-Мартина);
- епископ Хорхе Игнасио Гарсия Куэрва (3.01.2019 — 26.05.2023 — назначен архиепископом Буэнос-Айреса);